# Boy Meets Girl (film, 2014)
Pour les articles homonymes, voir Boy Meets Girl.
Pour plus de détails, voir Fiche technique et Distribution.
Boy Meets Girl est un film américain réalisé par Eric Schaeffer (en) et sorti en 2014.

## Synopsis
Ricky, une serveuse transgenre du Kentucky, est séduite par Francesca, mais se découvre également de nouveaux sentiments pour Robby, son meilleur ami.

## Fiche technique
- Titre original : Boy Meets Girl
- Réalisateur : Eric Schaeffer (en)
- Scénario : Eric Schaeffer (en)
- Production :
- Distribution : Wolfe Video (en)
- Pays :  États-Unis
- Langue d'origine : anglais
- Genre : Romance, Drame
- Lieux de tournage : Jamaica
- Durée : 95 minutes
- Date de sortie :
  -  États-Unis : 28 juin 2014 au Festival du film Frameline
  -  Danemark : 4 octobre 2014 au MIX Copenhagen
  -  Allemagne : 19 octobre 2014 au Filmfest homochrom

## Distribution
- Michelle Hendley : Ricky Jones
- Michael Welch : Robby Riley
- Alexandra Turshen : Francesca Duval
- Michael Galante : David
- Joseph Ricci : Sam Jones